# Gvozdarus
Genre
Gvozdarus est un genre de poissons de la famille des Nototheniidae et dont les espèces sont originaires de l'océan Austral.

## Liste des espèces
Selon GBIF (18 juin 2023) :
- Gvozdarus balushkini Voskoboinikova & Kellermann, 1993
- Gvozdarus svetovidovi Balushkin (d), 1989

## Systématique
Le nom valide complet (avec auteur) de ce taxon est Gvozdarus Balushkin (d), 1989.